# مارك سانت جون
مارك سانت جون (بالإنجليزية: Mark St. John)‏ هو عازف قيثارة أمريكي، ولد في 7 فبراير 1956 في هوليوود في الولايات المتحدة، وتوفي في 5 أبريل 2007 في لوس أنجلوس في الولايات المتحدة بسبب نزف مخي.

## وصلات خارجية
- مارك سانت جون على موقع ميوزك برينز (الإنجليزية)
- مارك سانت جون على موقع أول ميوزيك (الإنجليزية)
- مارك سانت جون على موقع ديسكوغز (الإنجليزية)